# 五常市
五常市（ごじょう-し）は、中華人民共和国黒竜江省ハルビン市に位置する県級市。市人民政府の所在地は五常鎮。

## 地理
五常市は黒竜江省南部に位置している。北西から南西にかけては、吉林省の長春市・楡樹市（県級市）、吉林市・舒蘭市（県級市）、延辺朝鮮族自治州・敦化市（県級市）と行政区境を接している。北部から北東にかけては、副省級市の行政単位を有している同じハルビン市に属する双城区、阿城区、尚志市と行政区境を接している。

## 歴史
五常市は儒教における五常（仁・義・礼・智・信）に由来する。清代の咸豊年間に開墾が行われた際に挙仁・田義・崇礼・尚智・誠信の五甲社が設置された。
前漢から西晋にかけては夫余、南北朝時代は勿吉、隋代は靺鞨の居住地であり、唐代は渤海の版図となった。968年に渤海が滅亡すると遼により東京道、その後金代により上京会寧府、元代は遼陽省開元路、明代は奴児干都司を設置した。
清初はニングタ将軍の管轄区とされ、1744年（乾隆9年）にはラリン・アルチュカ副都統（拉林阿勒楚喀副都統）の管轄とされた。その後数度の行政改編を受けた後、1880年（光緒6年）に設置された五常城を前身とする。1882年（光緒8年）に五常庁、1909年（宣統元年）4月9日に五常府に昇格、中華民国が成立すると1913年3月2日に五常県に改編、1993年に県級市に昇格し現在に至る。

## 行政区画
下部に10鎮、2民族鎮、9郷、3民族郷を管轄：
- 鎮：五常鎮、山河鎮、小山子鎮、安家鎮、杜家鎮、背蔭河鎮、沖河鎮、沙河子鎮、向陽鎮、竜鳳山鎮
- 民族鎮：ラリン満族鎮（拉林満族鎮）、牛家満族鎮
- 郷：興盛郷、志広郷、衛国郷、常堡郷、民意郷、八家子郷、長山郷、興隆郷、二河郷
- 民族郷：紅旗満族郷、営城子満族郷、民楽朝鮮族郷

## 交通

### 鉄道
- 中国鉄路総公司
  - 中国鉄路ハルビン局集団公司
    - 拉浜線（ハルビン方面）- 牛家駅 - 拉林駅 - 背蔭河駅 - 安家駅 - 五常駅 - 杜家駅 - 山河屯駅 -（拉法方面）

### 道路
- 高速道路
  -  吉黒高速道路（中国語版）（アジアハイウェイ31号線）

- 国道
  -  G202国道

- 省道
  -  203省道
  -  222省道

- 県道
  -  005県道
  -  152県道
  -  162県道
  -  163県道
  -  165県道
  -  217県道

## 健康・医療・衛生
- 五常市第二人民医院
- 五常市中医医院
- 五常市婦幼保健院

## 名所・旧跡・観光スポット
- 龍鳳山国家森林公園（中国語版）
  - 公園内に龍鳳山ダム（中国語版）がある。

## 出身者
- 李冰冰 - 女優